# Agenda (Kansas)
Agenda város az USA Kansas államában. Lakosainak száma 47 fő (2020. április 1.).

## Népesség
A település népességének változása:

| 2010 | 68 |
| 2020 | 47 |